# Лаоська Вікіпедія
Лаоська Вікіпедія (лаос. ວິກິພີເດຍ) — розділ Вікіпедії лаоською мовою. Створена у 2003 році. Лаоська Вікіпедія станом на 27 березня 2025 року містить 4456 статей, 20 594 зареєстрованих користувачів, 40 активних дописувачів, 2 адміністраторів
. Загальна кількість сторінок в лаоській Вікіпедії — 14 191, редагувань — 114 983, завантажених файлів — 23
. Глибина (рівень розвитку мовного розділу) лаоської Вікіпедії середня і становить 38.7 пунктів
.

## Історія
- Лютий 2007 — створена 100-та стаття[3].
- Вересень 2011 — створена 1 000-на стаття[3].